# 阿韦兹 (加尔省)
阿韦兹（法語：Avèze，法語發音：[avɛz]）是法国加尔省的一个市镇，属于勒维冈区。

## 地理
阿韦兹（43°58'17"N, 3°36'1"E）面积4.14 平方千米，位于法国奧克西塔尼大區加尔省，该省份为法国南部沿海省份，南端濒地中海，北起顺时针与阿尔代什省、沃克吕兹省、罗讷河口省、埃罗省、阿韦龙省和洛泽尔省接壤。
与阿韦兹接壤的市镇（或旧市镇、城区）包括：波米耶、欧拉斯、莫利耶尔-卡瓦亚克、勒维冈、布雷欧-马尔斯。

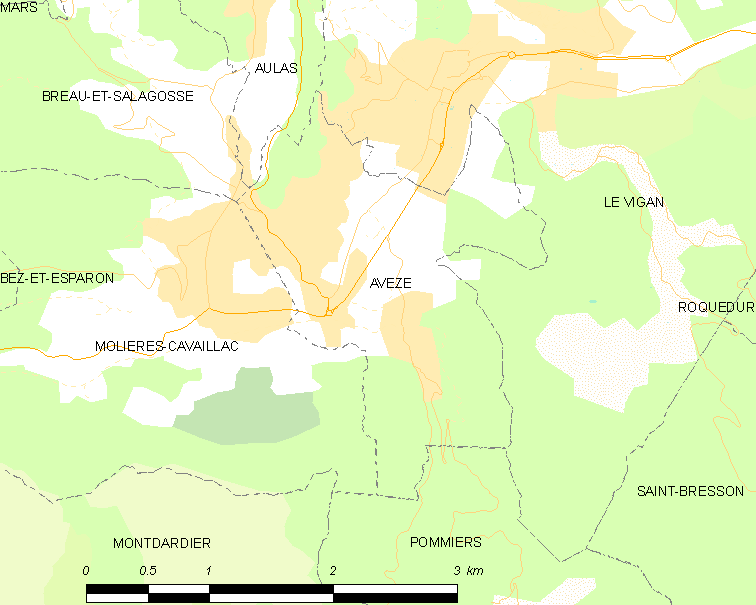
的OSM定位图

阿韦兹的时区为UTC+01:00、UTC+02:00（夏令时）。

## 行政
阿韦兹的邮政编码为30120，INSEE市镇编码为30026。

## 政治
阿韦兹所属的省级选区为勒维冈县。

## 人口

1962-2008年间人口变化图示

阿韦兹于2022年1月1日时的人口数量为1059人。